# Aegocera venulia
Aegocera venulia är en fjärilsart som beskrevs av Pieter Cramer 1777. Aegocera venulia ingår i släktet Aegocera och familjen nattflyn. Inga underarter finns listade i Catalogue of Life.